# Forcepia uschakowi
Forcepia uschakowi är en svampdjursart som beskrevs av Burton 1935. Forcepia uschakowi ingår i släktet Forcepia och familjen Coelosphaeridae. Inga underarter finns listade i Catalogue of Life.